# Organist

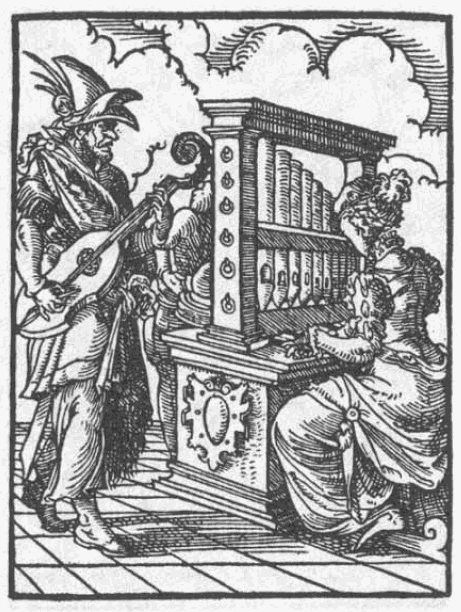
Organist als beroepsmuzikant (1568).

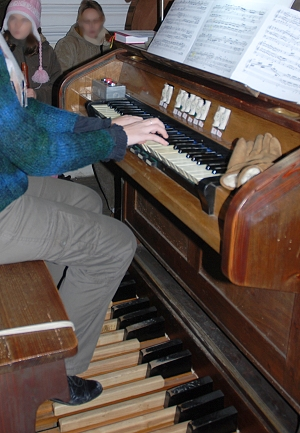
Een organist speelt met handen en voeten.

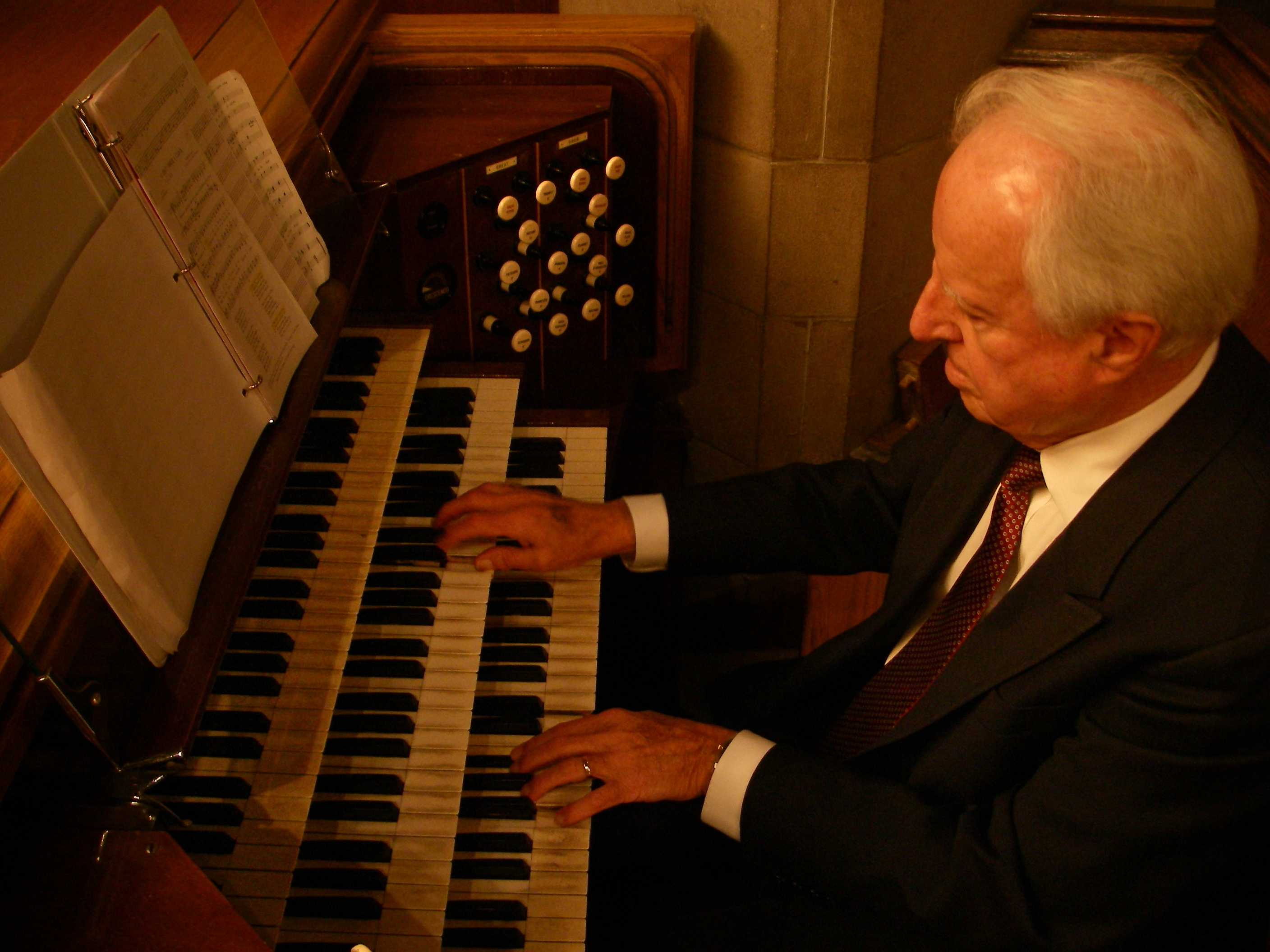
Organist Malcolm McGrath op het pijporgel van Knox College, Universiteit van Toronto, Canada.

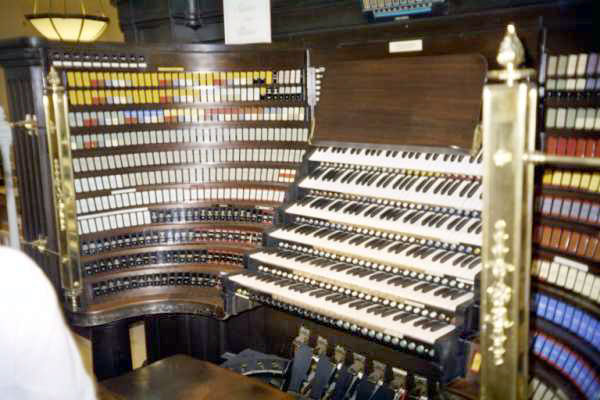
De werkplek van de organist van het enorme Wanamaker Grand Court Organ in Philadelphia (Pennsylvania), VS.

Een organist, van het Engelse woord organ voor orgel, ook wel orgelist genoemd, is de bespeler van een orgel. Een organist kan muziekstukken solo uitvoeren of samen met een ensemble of orkest. Een organist kan ook andere musici begeleiden, zowel een of meer vocalisten als instrumentalisten. In kerken begeleiden organisten het zingen van psalmen en liederen door de gelovigen en brengen ze delen van de liturgie ten gehore.
Organisten bespelen hun instrument met handen en voeten. Zij beschikken op het orgel vaak over meerdere manualen (handklavieren) en een pedaal (voetklavier). 

## Geschiedenis
Het bespelen van een orgel ontwikkelde zich waarschijnlijk in het begin van de 15e eeuw tot een volwaardig beroep. Bijvoorbeeld in Haarlem werd in 1412 de priester 'Heere Hughe' tot organist van de Bavokerk benoemd. Zijn opvolgers waren, blijkens de rekeningen van het stadsbestuur, o.a. Dirk Boghemaker (1422-1428), Willem Danielsz (1450-1465) en Govert Bartolomeeusz (1462-1514). Ook in andere steden staan in deze tijd organisten op de loonlijsten van steden en vorsten. Later kwamen organisten vaak in dienst van de kerk. 

## Kerkorganist
De meeste organisten, zowel beroepsorganisten als amateurorganisten, spelen kerkmuziek. In de westerse wereld is het orgel in veel kerken het enige of belangrijkste instrument voor begeleiding van samenzang of voor de liturgie. De mate waarin het orgel wordt gebruikt wisselt van kerk tot kerk. Ook speelt de kundigheid van de organist een rol. De betere organisten begeleiden niet alleen de samenzang, maar laten ook orgelmuziek en improvisaties horen voor, tijdens en na de kerkdienst. Afhankelijk van het kerkgenootschap waarin de dienst zich afspeelt, is er meer of minder ruimte voor deze improvisaties en gespeelde literatuur. 
Vaak speelt de organist een belangrijke begeleidende en soms ook dirigerende rol bij het kerkkoor. Ook interkerkelijke gemengde en mannenkoren maken regelmatig gebruik van de diensten van een organist en andere musici. 

## Concertorganist
De grotere concertzalen beschikken vaak over een orgel. Deze instrumenten worden bespeeld door concertorganisten. 
Er is verhoudingsgewijs weinig concertmuziek gecomponeerd voor het orgel als solo-instrument of voor een combinatie van orgel en andere musici of orgel en orkest. De reden hiervoor is dat het orgel zo’n uitgebreid instrument is met zijn vele stemmen, dat componeren voor orgel alleen is weggelegd voor componisten die de sterke en zwakke kanten van het instrument uit eigen ervaring hebben leren kennen. Componisten die ook bekend waren als organist zijn bijvoorbeeld Johann Sebastian Bach, Dietrich Buxtehude, Felix Mendelssohn Bartholdy, Franz Liszt, Charles–Marie Widor, en Louis Vierne. Het orgel is een instrument dat wordt gebruikt voor improvisatie. Onder de improviserende Franse organisten zijn o.a. Charles Tournemire, Marcel Dupré, Olivier Messiaen,  Jean Langlais, Pierre Cochereau en Loïc Mallié, onder de Nederlandse organisten Arie J. Keijzer, Koos Bons en Henco de Berg.
Tot en met de negentiende eeuw werden orgels vrijwel alleen gebouwd in kerken. Klassieke muziek voor het orgel is dan ook vrijwel uitsluitend religieuze muziek. Veel componisten waren in dienst van de kerk als organist, bekende voorbeelden zijn Wolfgang Amadeus Mozart en Edward Elgar.

## Theaterorganist
Begin twintigste eeuw waren de hoogtijdagen van de stomme film. In de grote theaters werd de muziek bij deze films aanvankelijk verzorgd door orkesten, maar dat bleek al snel veel te duur. Theaterorgels konden met hun vele registers allerlei instrumenten imiteren en namen de functie van de orkesten over. Theaterorgels verschaften werk aan veel organisten. De orgelmuziek in theaters kende een geheel eigen stijl. Een enkele organist zet deze traditie voort.

## Organisten in hedendaagse muziek
Er werken veel organisten bij de productie van popmuziek en jazzmuziek. Deze organisten bespelen keyboards, (digitale) synthesizers elektronische orgels en hammondorgels. De organisten worden aangeduid met de algemenere term toetsenist.
Het kan echter ook zijn, dat jazzpianisten en hammondorganisten ook pijporgels bespelen, al dan niet bijgestaan door registranten, en daarvan lp's of cd's in de handel brengen. Voorbeelden hiervan: Louis van Dijk, Barbara Dennerlein en Clare Fischer. Het bespelen van pijporgels vraagt meer basisvaardigheden en kennis van het instrument, zoals het bespelen van meer manualen tegelijkertijd en het pedaal, en het kunnen registreren.
Andersom zijn er ook pijporganisten, die hedendaagse muziek ten gehore brengen of op thema's daarvan arrangementen maken. Voorbeelden hiervan zijn: Ulla Olsson en Maria Scharwieß.